# Тудорковичі
Тудо́рковичі — село в Україні, в Сокальській міській громаді Шептицького району Львівської області. Населення становить 513 осіб.

## Історія
Понад 100 років Тудорковичі були прикордонним селом Австро-Угорщини.
Місцева греко-католицька парафія належала до Варяжського деканату Перемишльської єпархії.
На 1 січня 1939 року в селі мешкало 1220 осіб, з них 1040 українців-греко-католиків, 120 українців-римокатоликів, 10 поляків, 40 польських колоністів міжвоєнного періоду, 10 євреїв. Село входило до гміни Хоробрув Сокальського повіту Львівського воєводства Польської республіки.
Влітку 1940 року в селі були організовані курси для підготовки старшинських кадрів ОУН.

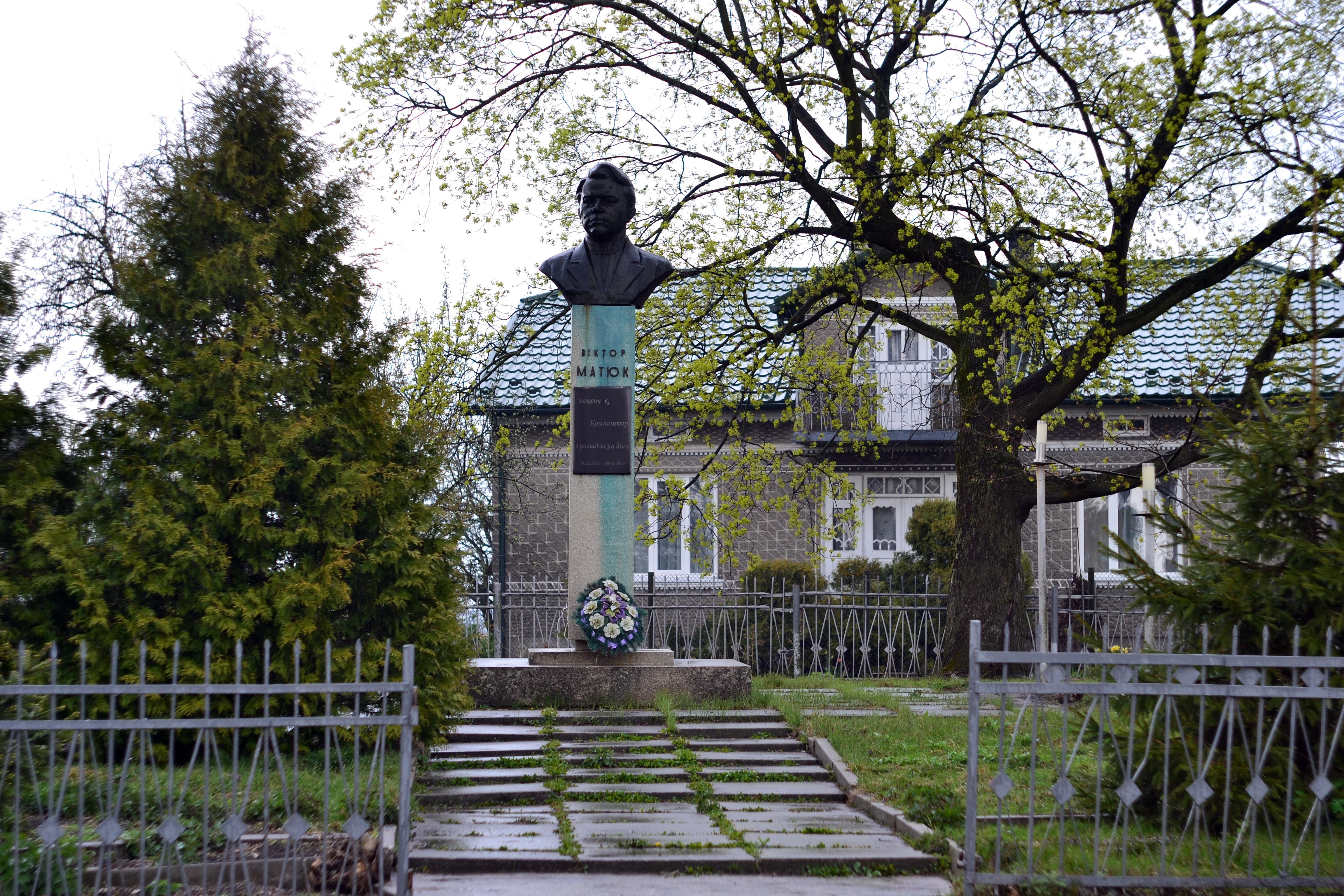
Пам'ятник Матюку В. Г. (навпроти церкви)

Після Другої світової війни село опинилося у складі Польщі. 6-15 липня 1947 року під час операції «Вісла» польська армія виселила з Тудорковичів на щойно приєднані до Польщі північно-західні терени 449 українців. У селі залишилося 14 поляків.
За радянсько-польським обміном територіями 15 лютого 1951 року село передане до УРСР, а частина польського населення переселена до Нижньо-Устрицького району, включеного до складу ПНР.

## Населення

### Мова
Розподіл населення за рідною мовою за даними перепису 2001 року:
| Мова       | Кількість | Відсоток |
| ---------- | --------- | -------- |
| українська | 513       | 100%     |

## Відомі люди
- Стечишин Савеля — громадська діячка і педагог у Канаді.
- Матюк Віктор Григорович — український композитор, священик і фольклорист.
- Тудорковецька Ярина (1920) — українська поетеса. Член Об'єднання українських письменників «Слово» в Канаді.